# 土俵入り

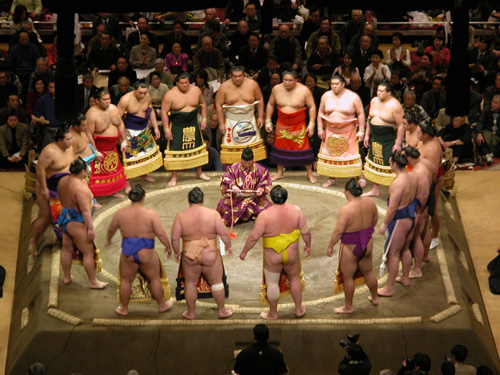
幕内土俵入り（前頭から大関までの力士による土俵入り）

土俵入り（どひょういり）とは、大相撲の十両以上の力士（関取）が土俵の上で行う儀式のことである。横綱が行うものは横綱土俵入りとして区別される。

## 概要
十両と幕内の力士がそれぞれの取組開始前に、横綱を除く全出場力士で行う。十両土俵入りは幕下の取組が残り5番となった時点（概ね午後2時30分ごろ）、幕内土俵入りは十両の取組が終了した直後（概ね午後4時ごろ）に始まる。かつては十両の土俵入りも幕下の取組終了直後に行われていた。
取組で東方から上がる力士は東方から、取組で西方から上がる力士は西方から土俵入りをする。一例として、番付が東大関で取組は西方から上がる時は、西方から土俵入りをする。また、十両力士が幕内での取組を組まれている場合でも、土俵入りは番付に従い十両土俵入りの際に行う。
化粧廻しをした力士が花道奥に集合、行司が先導して入場し、番付の低い順に土俵に上がり、俵に沿って円く並ぶ。土俵入りの際の先導行司の格については、十両土俵入りの際には十両格行司が務め、幕内土俵入りの際には原則幕内格行司が務めるが、横綱土俵入りを行う横綱の人数等の関係で、幕内土俵入りの先導行司を三役格行司が務める場合もある。アナウンスは必ず、まず先導の行司へは「先導は、木村（式守）○○」、最初に上がる力士へは「続いて○○」、土俵に上がる際に名前と出身地と所属部屋が紹介される。三役の力士は必ず地位を呼ばれる。最後に上がる力士へは「最後は（三役の地位）○○」と言い、全員が土俵にあがるまでは各力士は外側を向き、最後の力士が上がるときに内側に向き直る。全員が勢揃いすると、拍手を打ち、右手を挙げ、化粧廻しをつまみ、両手を挙げるという一連の所作を行う。これは、右2回左1回の四股とせりあがりを簡略したものである。本来は両手を挙げる所作は「武器を持っていません」という意味で肘を曲げたまま軽く上げるように行うのであるが、近年では万歳の要領で高らかに挙げる傾向がある。土俵入りを終えると花道を戻る。
他にも伝統の所作として土俵に上がる際に力士が「シィー」と声を出す「警蹕（けいひつ）」というものがあり、不敬な振る舞いのないよう静粛にと観客に警告する意味で長年継承されてきた。この所作は2000年代に入ってから数年間消失してしまい、親方衆もそれに気づかなかったそうであるが、2012年11月場所からこの所作が幕内土俵入りで再び見られるようになった。
以前は土俵の周囲に四本柱が存在していたこともあって、最初から内側を向いていたが、1952年9月場所初日に四本柱の撤廃と同時に、最後まで外向き（観客側の方へ向く）に行うことが試みられた。しかし呼吸が合わないので、翌2日目にそれ以前の方式にもどった。全員が外から内側に向き直る現在の形式は1965年1月場所から導入された。
江戸時代の錦絵には、横綱土俵入り同様に、幕内力士たちが四股を踏んでいる絵が残っている。当時は幕内の人数が少なく、1度に土俵に上がるのは10人に満たなかったために可能であった。例えば雷電爲右エ門の時代には平幕は5枚しか無く、三役も厳密に東西1人ずつとされていたため1度に土俵入りするのは全員が出場していても8人であった。
現在では十両でも12～16人、幕内では20人前後の力士が一度に土俵入りするため、四股を踏む事ができなくなり、四股とせりあがりを簡略した現行の方式に改められた。
以前の幕内土俵入りは力士名を呼び上げることも無く番付順に力士が適当に土俵に上がるものであり、中にはふざけたような仕草をする力士もいたため、あまり評判が良くなかった。しかし、1965年1月場所からはファンサービスのために幕内土俵入りを現行のものに改めた。
天覧相撲の場合は「御前掛（ごぜんがかり）」と呼ばれる特別な土俵入りを行なう。全員がいったん花道に居並んで、正面の貴賓席に一礼してから土俵に上がり、円形ではなく、正面を向いて四列五段に並ぶ。柏手を打った後に、右2回左1回の四股を踏んで蹲踞する。ここで放送で行司、続いて各力士一人一人が紹介され、各力士は順に立ち、礼をして土俵を下りる。ただし、天皇が幕内後半の取組のみ観戦する場合は、土俵入りの時点で天皇が到着していないため、御前掛は行われない。
江戸時代には、一人土俵入りと称して、体の異様に大きな（長身など）青年や、「怪童」と呼ばれた巨体の少年を、客寄せのために一人で土俵入りをさせることがあった。長身の生月鯨太左エ門や、怪童の大童山文五郎などは、錦絵となって、その姿が後世まで伝えられている。こうした怪童のなかには、後に正式に初土俵を踏んだ者もいた（明治初期に活躍した勝ノ浦与一右エ門が好例）。大正時代に幕内中堅力士として活躍した中川部屋の綾鬼喜一郎は、初土俵を踏む前に、巡業先で子ども土俵入りを行っていたという。また江戸時代には、巨体の青年や少年の一人土俵入りの他にも、看板大関など、土俵入りには毎日出場するが、相撲の取組は全休するか、一番から数番しか取らなかったような力士も少なくなかった。現在でも、巨体を見せるという目的ではないが、花相撲ではケガで相撲が取れない状態の力士が土俵入りのみ参加することがある。
また、本場所には存在しない形の土俵入りではあるが、巡業などにおいては三役以上(横綱、大関、関脇、小結)を全員並べて行なわれる三役土俵入りが披露されることもある。これは正面を向いて右2回左1回の四股を踏む本式で行なわれる。
幕内土俵入りがいつから始まったのかははっきりと分かっていないが、文献として初めて確認できるのは享保時代（1716年から1735年）の相撲絵画であり、谷風・小野川の横綱土俵入りより70年以上も前から行われていたことは間違いない。

## エピソード
- 1932年1月場所（本来なら1月開催が、「春秋園事件」のため2月開催）前に起こった「春秋園事件」で力士の数が減少したため、協会では頭数を揃えるため、幕下以下全力士の「土俵入り」ならぬ「入場式」を行った。
- 1933年1月場所、大日本相撲連盟から脱退し協会へ帰参した復帰組の力士たちの土俵入りは、東西の幕内力士の土俵入りとは別個に行われた。復帰組力士の土俵入りにはマゲ姿の者もいれば、オールバック姿の者もいた。
- 1953年3月場所3日目の取組表は、結びの関脇三根山－横綱東富士戦を除く114番すべての東西を入れ違えて印刷してしまい、その「割」のまま最後まで押し切ったため、東西を間違える力士が続出。十両、幕内の土俵入りも各力士はてんてこ舞い。この日ばかりは栃錦、吉葉山の両大関も、いつもとは違う片屋で相撲を取った。
- 1960年7月場所初日、新十両の大根占（のち前頭大雄）は先頭の常の松の左側に並ぶべきを間違って右側に立ってしまい、あとに続いた力士たちがそのまま右側へ並んだため、逆並びの土俵入りになった。
- 1965年1月場所にも同様なことが起きた。この場所は部屋別総当たり制がスタート。秀ノ山と楯山が交代で検査長の隣で物言いの説明をすることになったり、幕内と十両の土俵入りは従来、ぞろぞろと土俵に上がり観客に背を向けたまま柏手を打ってさっさと帰ってしまう味も素っ気もないものだったのを、現行の方式に変えた場所でもある。その2日目、慣れないせいもあってか十両土俵入りの先導を務めた行司の木村義雄は、普通なら左回りで行うべきを時計回りで歩き、力士がそれについていったため逆回りの土俵入りになった。
- 2014年5月場所6日目、東の幕内土俵入り先導を担当するはずだった12代式守錦太夫が、連絡ミスで自身が当番の日であることに気づかなかったため、土俵入りの時刻になっても花道に現れなかった。西の土俵入りを担当した木村恵之助が急遽そのまま東方に回り、およそ1分の遅れで土俵入りが行われた[4]。